# 上海コミュニケ

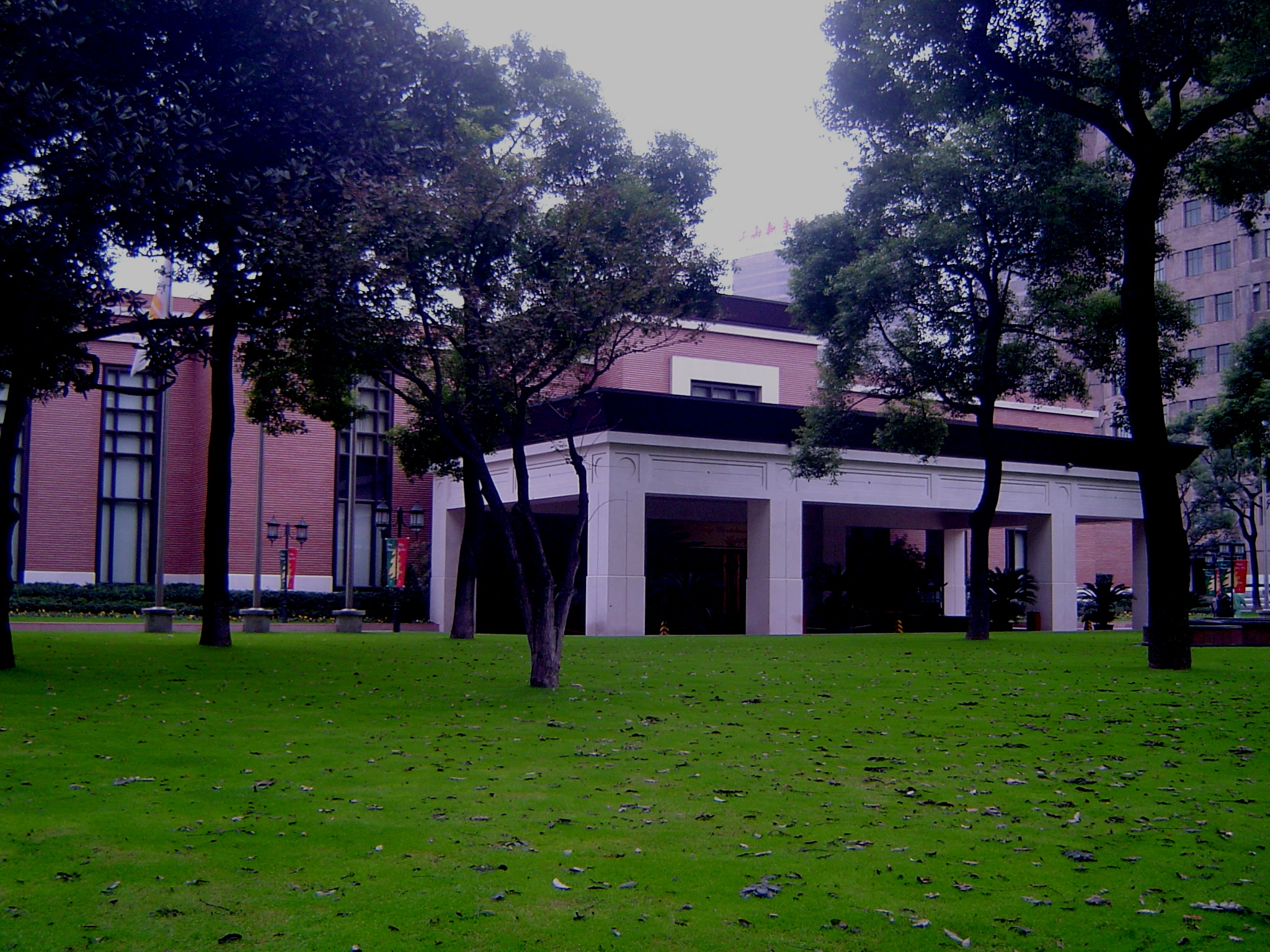
コミュニケの調印場所であるジンジャンホテルのホール

上海コミュニケ（英：Shanghai Communiqué）とも呼ばれるアメリカ合衆国と中華人民共和国の共同コミュニケ（英：Joint Communiqué of the United States of America and the People's Republic of China）は、1972年2月27日、リチャード・ニクソン大統領（当時）の訪中の際にアメリカ合衆国と中華人民共和国が発表した重要な外交文書である。

## 概説
この文書では、米中関係の正常化に向けて努力することがすべての国の利益になることを約束したが、それらの約束の実現は、7年後の1979年に米中両国が発表した「外交関係樹立に関する共同コミュニケ」を待たなければならなかった。
アメリカと中国はまた、自分たちも他のどの国も、アジア太平洋地域で覇権を求めるべきではないことでも合意した。これは、ソビエト連邦と軍事国境を共有していた中国にとって特に重要だった。
ちなみに「コミュニケ」とは、「声明」を意味するフランス語である。

## 台湾の政治的地位
アメリカは次のように表明した。アメリカは、台湾海峡の両側の全ての中国人が、中国はただ一つであり、台湾が中国の一部であると主張していることを認知(acknowledge)している。アメリカ政府はその立場に異議を唱えない。中国自身による台湾問題の平和的解決に関心を持っていることを再確認している。この見通しを念頭に置いて、台湾からのすべての米軍及び軍事施設の撤退という究極の目的を確認している。
当時の国務長官として、アメリカ側の交渉を監督したヘンリー・キッシンジャーは、2011年に出版された著書『On China』の中で、この合意を以下のように述べている。「数十年に及ぶ内戦と敵対心を、北京、台北、ワシントンの三者が賛同できる肯定的な一般原則に折り畳んだ。アメリカは、中国の分断線の両側にいる中国人の信念を認めることで、一つの中国政策に対処した。このような柔軟性をもって、アメリカはその後数十年の間に「認める」から「支持する」へと自らの立場を変化させてきた。台湾は経済的にも内部的にも発展する機会を与えられてきた。中国は、台湾と本土の政治的なつながりに「核心的利益」を認めた。アメリカは平和的解決への関心を肯定した。時には緊張することもあったが、上海コミュニケはその目的を果たしてきた。署名されてから40年間、中国もアメリカも、この問題が両国の関係の勢いを妨げることを許していない。それは繊細で、時に緊張を伴うプロセスであった。その間、アメリカは平和的解決の重要性を、中国は究極的な統一の必要性を確信してきた。それぞれの側は自制心を持って行動し、相手側に意志や強さを試させないように努めてきた。」
コミュニケには、具体的な手段について言及されていないが、2国間の経済的・文化的な接触を拡大したいという願いが込められていた。